# Serie A 1963-1964
La Serie A 1963-1964 è stata la 62ª edizione della massima serie del campionato italiano di calcio (la 32ª a girone unico), disputata tra il 14 settembre 1963 e il 31 maggio 1964 e conclusa con la vittoria del Bologna, al suo settimo titolo.
Capocannoniere del torneo è stato Harald Nielsen (Bologna) con 21 reti.
Fu l'unico caso nella storia della Serie A, dopo l'istituzione del girone unico, in cui fu necessario il ricorso a uno spareggio per l'assegnazione del titolo.

## Stagione

### Novità
In questa stagione è da segnalare l'esordio assoluto in massima categoria del Messina, dopo la vittoria del torneo cadetto, a cui fecero compagnia Bari e Lazio, entrambe di ritorno in A dopo due anni di assenza.

### Avvenimenti

#### Girone di andata

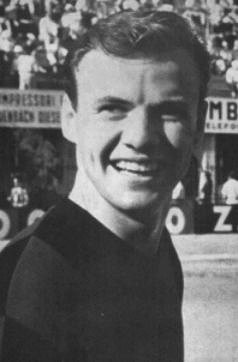
La punta petroniana Harald Nielsen, migliore marcatore del campionato con 21 gol.

L'ideale griglia delineata dai pronostici del campionato – il cui atto inaugurale si consumò nell'inedita cornice del sabato pomeriggio – affiancava il Bologna alle milanesi, nelle cui bacheche erano radunati i titoli italiano ed europeo: particolare curiosità fu invece suscitata nelle prime giornate dal Lanerossi Vicenza, dapprima impostosi sull'Inter e quindi capoclassifica ex aequo coi rossoneri il 27 ottobre 1963. Lo scontro diretto che il calendario fissava al 17 novembre – alla ripresa del torneo da una lunga pausa dettata da esigenze internazionali – venne posposto causa l'impegno dei lombardi in Coppa Intercontinentale, situazione utile agli uomini di Herrera per assumere il comando solitario impattando a domicilio coi felsinei; a riportare in carreggiata questi ultimi contribuiva un filotto positivo di dieci vittorie (all'epoca primato in Serie A), avente negli stessi berici la prima «vittima», mentre il successo nel recupero infrasettimanale determinò il 18 dicembre un primato del Diavolo.
Annichiliti il 22 dicembre da una Juventus terza forza, i nerazzurri cumularono ulteriore svantaggio per il rinvio di alcune gare e crollando il 19 gennaio 1964 nel derby di Milano: concluso de facto in tale domenica da una giornata originariamente prevista per l'autunno, il girone d'andata registrava il primato a pari merito tra felsinei e campioni d'Europa.

#### Girone di ritorno
Quando il 9 febbraio San Siro risultò teatro di uno dei rari acuti stagionali per la Lazio, gli uomini di Bernardini colsero l'occasione di portarsi a +1 pareggiando in campo orobico: il 1º marzo giungeva quindi un blitz in trasferta contro il Milan, cui fece peraltro seguito la decisione dei rivali di sostituire Luis Carniglia alla guida con lo svedese Nils Liedholm. Tre giorni dopo, tuttavia, la stampa portò all'attenzione generale il fatto che, secondo un controllo antidoping effettuato in seguito al match col Torino, forniva esito positivo all'anfetamina per cinque calciatori felsinei.
Una sentenza emessa in primo grado dalla Federcalcio comminava al Bologna la perdita a tavolino dell'incontro in questione e l'aggiuntiva penalità di un punto, assestando uno «scossone» alla graduatoria del quale beneficiò l'Inter ritrovandosi in vetta il 21 marzo: il confronto della domenica pasquale fece ammontare a 4 lunghezze lo scarto, un ritardo dimezzato in aprile dai petroniani recuperando una gara mancante. Gettavano frattanto la spugna i rossoneri, la cui eredità in ambito continentale sarebbe poi stata raccolta proprio dai concittadini: affondate in sequenza Fiorentina e Juventus, ovvero le più dirette inseguitrici al podio, Picchi e compagni sembrarono ipotecare un nuovo trionfo quando l'opponente si fece bloccare dal pericolante Mantova scivolando a −3.

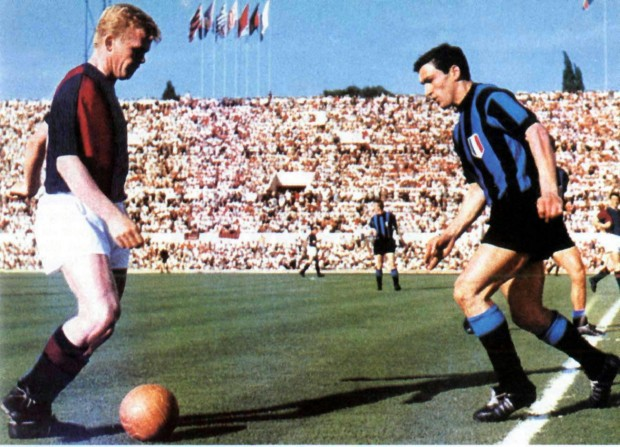
Da sinistra: il bolognese Helmut Haller e l'interista Tarcisio Burgnich durante lo spareggio di Roma.

Alla vigilia del terzultimo turno ecco però manifestarsi un altro colpo di scena, dopo che le controanalisi dei flaconi non rilevarono alcuna traccia di sostanza dopante: archiviando il tutto con l'apparente verificarsi di un'illecita manomissione dei campioni di laboratorio, il processo d'appello scagionava gli imputati dalle accuse mosse loro restituendo in conseguenza i punti dedotti. Nei decenni successivi, i sospetti sulla presumibile alterazione delle provette ricaddero su Gipo Viani, l'allora direttore tecnico del Milan.
Veniva in tal modo a generarsi una coabitazione in testa, stallo che i risultati del 17 maggio non bastarono a dirimere: i summenzionati virgiliani scampavano intanto al baratro della retrocessione, nel quale erano già state inghiottite Bari e Spal. Le 34 giornate regolamentari non furono sufficienti a stabilire un vincitore e neppure la terza discesa in cadetteria, con l'obiettivo della salvezza riguardante Modena e Sampdoria: entrambi gli spareggi venivano dunque programmati per domenica 7 giugno, scartando l'ipotesi avanzata da Gualtiero Zanetti (direttore responsabile della Gazzetta dello Sport) di assegnare in via eccezionale il tricolore alla Beneamata e insignire il club rossoblù del titolo mancato nel 1927 (revocato ai granata per il caso Allemandi e mai più attribuito).
La «bella» per decidere il primo posto aveva luogo a Roma, con la squadra di Bernardini che s'imponeva per 2-0 riportando all'ombra delle Torri uno Scudetto atteso dal periodo interbellico: un'affermazione dedicata al presidente Renato Dall'Ara, spentosi dopo un infarto il 3 giugno per un lutto che apriva la Federazione all'opportunità (rifiutata dai calciatori stessi) di posticipare la data dell'evento. In contemporanea, e col medesimo punteggio, i blucerchiati superarono a San Siro i modenesi condannandoli al ritorno in Serie B dopo un biennio: da menzionare infine l'imbattibilità del portiere genoano Mario Da Pozzo, la cui rete rimase inviolata per 791' stabilendo un nuovo record tra il 27 ottobre 1963 e il 26 gennaio 1964.

## Squadre partecipanti
| Club         | Stagione | Città   | Stadio                    | Stagione precedente           |
| ------------ | -------- | ------- | ------------------------- | ----------------------------- |
| Atalanta     | dettagli | Bergamo | Stadio Comunale           | 8º posto in Serie A           |
| Bari         | dettagli | Bari    | Stadio della Vittoria     | 2º posto in Serie B, promosso |
| Bologna      | dettagli | Bologna | Stadio Comunale           | 4º posto in Serie A           |
| Catania      | dettagli | Catania | Stadio Cibali             | 11º posto in Serie A          |
| Fiorentina   | dettagli | Firenze | Stadio Comunale           | 6º posto in Serie A           |
| Genoa        | dettagli | Genova  | Stadio Luigi Ferraris     | 15º posto in Serie A          |
| Inter        | dettagli | Milano  | Stadio San Siro           | 1º posto in Serie A           |
| Juventus     | dettagli | Torino  | Stadio Comunale di Torino | 2º posto in Serie A           |
| L.R. Vicenza | dettagli | Vicenza | Stadio Romeo Menti        | 7º posto in Serie A           |
| Lazio        | dettagli | Roma    | Stadio Olimpico           | 2º posto in Serie B, promossa |
| Mantova      | dettagli | Mantova | Stadio Danilo Martelli    | 11º posto in Serie A          |
| Messina      | dettagli | Messina | Stadio Giovanni Celeste   | 1º posto in Serie B, promosso |
| Milan        | dettagli | Milano  | Stadio San Siro           | 3º posto in Serie A           |
| Modena       | dettagli | Modena  | Stadio Alberto Braglia    | 11º posto in Serie A          |
| Roma         | dettagli | Roma    | Stadio Olimpico           | 5º posto in Serie A           |
| Sampdoria    | dettagli | Genova  | Stadio Luigi Ferraris     | 11º posto in Serie A          |
| SPAL         | dettagli | Ferrara | Stadio Comunale           | 8º posto in Serie A           |
| Torino       | dettagli | Torino  | Stadio Comunale di Torino | 8º posto in Serie A           |

## Allenatori e primatisti
| Squadra           | Allenatore                                                                                         | Calciatore più presente                                             | Cannoniere                              |
| ----------------- | -------------------------------------------------------------------------------------------------- | ------------------------------------------------------------------- | --------------------------------------- |
| Atalanta          | Carlo Alberto Quario (1ª-19ª) Carlo Ceresoli (20ª-34ª)                                             | Umberto Colombo, Franco Nodari, Alfredo Pesenti (34)                | Angelo Domenghini (9)                   |
| Bari              | Pietro Magni (1ª-5ª) Tommaso Maestrelli (6ª-11ª) Paolo Tabanelli (12ª-34ª)                         | Antonio Buccione (33)                                               | Biagio Catalano (6)                     |
| Bologna           | Fulvio Bernardini                                                                                  | Carlo Furlanis, Francesco Janich, Helmut Haller, William Negri (34) | Harald Nielsen (21)                     |
| Catania           | Carmelo Di Bella                                                                                   | Faustino Turra (33)                                                 | Giovanni Fanello (9)                    |
| Fiorentina        | Ferruccio Valcareggi (1ª-7ª) Giuseppe Chiappella (8ª-34ª)                                          | Enrico Albertosi, Kurt Hamrin (33)                                  | Kurt Hamrin (19)                        |
| Genoa             | Benjamín Santos                                                                                    | Mario Da Pozzo (34)                                                 | Gastone Bean, Luigi Meroni (6)          |
| Inter             | Helenio Herrera                                                                                    | Tarcisio Burgnich (33)                                              | Jair da Costa (12)                      |
| Juventus          | Paulo Amaral (1ª-4ª) Eraldo Monzeglio (5ª-26ª) Ercole Rabitti ed Eraldo Monzeglio (D.T.) (27ª-34ª) | Luis del Sol, Adolfo Gori (33)                                      | Omar Sívori (13)                        |
| Lanerossi Vicenza | Manlio Scopigno                                                                                    | Giorgio De Marchi (34)                                              | Luís Vinício (18)                       |
| Lazio             | Juan Carlos Lorenzo                                                                                | Graziano Landoni, Pierluigi Pagni (34)                              | Mario Maraschi, Juan Carlos Morrone (5) |
| Mantova           | Luigi Bonizzoni                                                                                    | Karl-Heinz Schnellinger (33)                                        | Italo Mazzero (7)                       |
| Messina           | Umberto Mannocci                                                                                   | Piero Dotti, Antonio Ghelfi (34)                                    | Paolo Morelli (9)                       |
| Milan             | Luis Carniglia e Giuseppe Viani (D.T.) (1ª-23ª) Nils Liedholm e Giuseppe Viani (D.T.) (24ª-34ª)    | Amarildo (31)                                                       | Amarildo (14)                           |
| Modena            | Annibale Frossi (1ª-21ª) Mario Genta (22ª-34ª e spareggio)                                         | Giuseppe Longoni (34)                                               | Sergio Brighenti (10)                   |
| Roma              | Alfredo Foni (1ª-9ª) Naim Krieziu (10ª) Luis Miró (11ª-34ª)                                        | Antonio Angelillo (33)                                              | Giancarlo De Sisti, Alberto Orlando (7) |
| Sampdoria         | Ernst Ocwirk                                                                                       | Gaudenzio Bernasconi, Giuseppe Tamborini, Glauco Tomasin (34)       | Paolo Barison (13)                      |
| SPAL              | Giacomo Blason (1ª-28ª) Giovan Battista Fabbri (29ª-34ª)                                           | Manlio Muccini (33)                                                 | Gianni Bui, Oscar Massei (5)            |
| Torino            | Nereo Rocco                                                                                        | Gerry Hitchens (33)                                                 | Gerry Hitchens, Joaquín Peiró (9)       |

## Classifica finale
|        | Pos. | Squadra           | Pt | G  | V  | N  | P  | GF | GS |
| ------ | ---- | ----------------- | -- | -- | -- | -- | -- | -- | -- |
|        | 1.   | Bologna           | 54 | 34 | 22 | 10 | 2  | 54 | 18 |
| [ 53 ] | 2.   | Inter             | 54 | 34 | 23 | 8  | 3  | 54 | 21 |
|        | 3.   | Milan             | 51 | 34 | 21 | 9  | 4  | 58 | 28 |
|        | 4.   | Fiorentina        | 38 | 34 | 14 | 10 | 10 | 43 | 27 |
|        | 4.   | Juventus          | 38 | 34 | 14 | 10 | 10 | 49 | 37 |
|        | 6.   | Lanerossi Vicenza | 36 | 34 | 13 | 10 | 11 | 34 | 36 |
| [ 54 ] | 7.   | Torino            | 35 | 34 | 9  | 17 | 8  | 32 | 32 |
|        | 8.   | Genoa             | 30 | 34 | 10 | 10 | 14 | 33 | 34 |
|        | 8.   | Lazio             | 30 | 34 | 9  | 12 | 13 | 21 | 24 |
|        | 8.   | Catania           | 30 | 34 | 9  | 12 | 13 | 32 | 44 |
|        | 8.   | Atalanta          | 30 | 34 | 7  | 16 | 11 | 26 | 43 |
|        | 12.  | Roma              | 29 | 34 | 9  | 11 | 14 | 43 | 44 |
|        | 12.  | Mantova           | 29 | 34 | 6  | 17 | 11 | 28 | 39 |
|        | 14.  | Messina           | 28 | 34 | 9  | 10 | 15 | 25 | 46 |
|        | 15.  | Sampdoria         | 27 | 34 | 10 | 7  | 17 | 38 | 50 |
|        | 16.  | Modena            | 27 | 34 | 6  | 15 | 13 | 29 | 42 |
|        | 17.  | SPAL              | 24 | 34 | 6  | 12 | 16 | 28 | 39 |
|        | 18.  | Bari              | 22 | 34 | 6  | 10 | 18 | 20 | 43 |

Legenda:
      Campione d'Italia e qualificato in Coppa dei Campioni 1964-1965 e in Coppa Mitropa 1964.
      Qualificata in Coppa dei Campioni 1964-1965.
      Ammesse alla Coppa delle Fiere 1964-1965.
      Iscritto in Coppa delle Coppe 1964-1965 per accordo consensuale con la Roma.
      Retrocesse in Serie B 1964-1965.
 Retrocessione diretta.
Regolamento:
Due punti a vittoria, uno a pareggio, zero a sconfitta.
In questa stagione a parità di punteggio non era prevista alcuna discriminante: le squadre a pari punti erano classificate a pari merito.
In caso di assegnazione di un titolo sportivo (sia per il titolo che per la retrocessione) era previsto uno spareggio in campo neutro.

### Squadra campione
| Formazione tipo | Giocatori (presenze)    |
| --- | ----------------------- |
| Negri Janich Furlanis Tumburus Pavinato Fogli Bulgarelli Haller Perani Nielsen Pascutti                                                  | William Negri (34)      |
| Negri Janich Furlanis Tumburus Pavinato Fogli Bulgarelli Haller Perani Nielsen Pascutti                                                  | Carlo Furlanis (34)     |
| Negri Janich Furlanis Tumburus Pavinato Fogli Bulgarelli Haller Perani Nielsen Pascutti                                                  | Mirko Pavinato (27)     |
| Negri Janich Furlanis Tumburus Pavinato Fogli Bulgarelli Haller Perani Nielsen Pascutti                                                  | Paride Tumburus (28)    |
| Negri Janich Furlanis Tumburus Pavinato Fogli Bulgarelli Haller Perani Nielsen Pascutti                                                  | Francesco Janich (34)   |
| Negri Janich Furlanis Tumburus Pavinato Fogli Bulgarelli Haller Perani Nielsen Pascutti                                                  | Romano Fogli (33)       |
| Negri Janich Furlanis Tumburus Pavinato Fogli Bulgarelli Haller Perani Nielsen Pascutti                                                  | Marino Perani (28)      |
| Negri Janich Furlanis Tumburus Pavinato Fogli Bulgarelli Haller Perani Nielsen Pascutti                                                  | Giacomo Bulgarelli (32) |
| Negri Janich Furlanis Tumburus Pavinato Fogli Bulgarelli Haller Perani Nielsen Pascutti                                                  | Harald Nielsen (31)     |
| Negri Janich Furlanis Tumburus Pavinato Fogli Bulgarelli Haller Perani Nielsen Pascutti                                                  | Helmut Haller (34)      |
| Negri Janich Furlanis Tumburus Pavinato Fogli Bulgarelli Haller Perani Nielsen Pascutti                                                  | Ezio Pascutti (25)      |
| Altri giocatori: Antonio Renna (14), Bruno Capra (11), Héctor Demarco (3), Bruno Franzini (3), Edmondo Lorenzini (2), Sidio Corradi (1). |                         |

## Risultati

### Tabellone
Leggendo per riga si avranno i risultati casalinghi della squadra indicata in prima colonna, mentre leggendo per colonna si avranno i risultati in trasferta della squadra in prima riga.
|                   | ATA  | BAR  | BOL  | CAT  | FIO  | GEN  | INT  | JUV  | L.R  | LAZ  | MAN  | MES  | MIL  | MOD  | ROM  | SAM  | SPA  | TOR  |
| ----------------- | ---- | ---- | ---- | ---- | ---- | ---- | ---- | ---- | ---- | ---- | ---- | ---- | ---- | ---- | ---- | ---- | ---- | ---- |
| Atalanta          | –––– | 1-0  | 1-1  | 3-0  | 1-7  | 1-3  | 1-3  | 3-0  | 2-1  | 1-1  | 0-0  | 3-0  | 0-0  | 1-1  | 1-0  | 0-0  | 0-0  | 1-1  |
| Bari              | 4-0  | –––– | 0-1  | 0-0  | 2-0  | 0-2  | 1-1  | 1-1  | 1-0  | 0-2  | 0-0  | 0-1  | 0-2  | 0-0  | 1-3  | 2-1  | 1-0  | 0-3  |
| Bologna           | 2-0  | 3-1  | –––– | 1-0  | 2-0  | 1-1  | 1-2  | 2-1  | 3-0  | 1-0  | 2-1  | 2-0  | 2-2  | 0-0  | 4-0  | 1-0  | 2-1  | 4-1  |
| Catania           | 0-0  | 1-0  | 1-3  | –––– | 2-0  | 5-3  | 1-2  | 2-0  | 0-1  | 1-0  | 0-0  | 2-0  | 0-1  | 1-0  | 0-0  | 1-5  | 0-0  | 1-0  |
| Fiorentina        | 4-0  | 1-0  | 0-0  | 1-1  | –––– | 2-0  | 1-3  | 2-1  | 0-2  | 1-0  | 0-1  | 0-1  | 2-1  | 0-0  | 0-0  | 3-0  | 1-0  | 1-1  |
| Genoa             | 0-0  | 0-0  | 0-2  | 0-2  | 2-1  | –––– | 0-2  | 3-1  | 0-0  | 4-1  | 1-0  | 3-0  | 1-1  | 2-2  | 3-0  | 0-1  | 1-0  | 0-0  |
| Inter             | 2-1  | 3-0  | 0-0  | 4-1  | 1-1  | 1-0  | –––– | 1-0  | 0-0  | 1-0  | 2-0  | 4-0  | 0-2  | 2-1  | 1-0  | 1-0  | 0-0  | 3-1  |
| Juventus          | 0-0  | 4-0  | 0-0  | 4-2  | 1-1  | 0-0  | 4-1  | –––– | 4-1  | 0-3  | 2-2  | 2-1  | 1-2  | 0-0  | 3-1  | 1-0  | 3-1  | 3-1  |
| Lanerossi Vicenza | 3-0  | 2-1  | 1-3  | 1-1  | 1-0  | 1-0  | 1-0  | 0-1  | –––– | 1-0  | 1-1  | 1-1  | 0-1  | 4-3  | 2-1  | 1-3  | 1-0  | 1-1  |
| Lazio             | 0-1  | 1-0  | 1-2  | 0-0  | 1-1  | 1-0  | 0-0  | 0-2  | 0-1  | –––– | 2-0  | 0-0  | 1-1  | 1-0  | 1-1  | 0-0  | 0-0  | 0-0  |
| Mantova           | 1-1  | 0-0  | 0-0  | 1-0  | 0-3  | 0-0  | 2-2  | 1-1  | 0-0  | 0-0  | –––– | 2-2  | 1-4  | 3-0  | 1-0  | 2-0  | 2-0  | 0-0  |
| Messina           | 1-1  | 1-1  | 0-2  | 0-0  | 0-3  | 1-0  | 0-1  | 1-0  | 2-0  | 0-2  | 1-0  | –––– | 1-2  | 2-0  | 2-1  | 4-3  | 0-0  | 1-1  |
| Milan             | 2-0  | 2-0  | 1-2  | 3-1  | 2-1  | 3-1  | 1-1  | 2-2  | 2-1  | 0-1  | 1-0  | 3-0  | –––– | 3-0  | 2-1  | 0-1  | 1-1  | 1-1  |
| Modena            | 1-0  | 1-1  | 1-4  | 0-0  | 0-1  | 2-1  | 0-1  | 1-0  | 2-3  | 2-1  | 1-1  | 0-0  | 0-1  | –––– | 3-3  | 3-0  | 4-3  | 0-0  |
| Roma              | 1-1  | 0-0  | 0-1  | 4-4  | 1-1  | 1-0  | 0-1  | 1-2  | 1-1  | 0-0  | 2-1  | 2-0  | 2-3  | 2-0  | –––– | 6-1  | 2-0  | 3-0  |
| Sampdoria         | 1-1  | 2-0  | 2-0  | 4-1  | 0-1  | 0-1  | 1-5  | 0-2  | 1-1  | 1-0  | 1-1  | 3-1  | 1-2  | 1-1  | 0-2  | –––– | 3-1  | 0-0  |
| SPAL              | 0-0  | 3-1  | 0-0  | 3-1  | 0-0  | 0-0  | 0-1  | 1-3  | 1-0  | 0-1  | 5-2  | 1-1  | 2-4  | 0-0  | 2-0  | 3-1  | ---- | 0-1  |
| Torino            | 3-0  | 1-2  | 0-0  | 0-0  | 0-3  | 2-1  | 0-2  | 0-0  | 0-0  | 2-0  | 5-2  | 1-0  | 0-0  | 0-0  | 2-2  | 2-1  | 2-0  | –––– |

### Calendario
L'inizio del campionato veniva fissato al 15 settembre 1963, prevedendo due turni infrasettimanali in occasione del 25 settembre e 23 ottobre 1963: da segnalare che la 9ª giornata, in programma al 3 novembre 1963, fu interamente rinviata al 19 gennaio 1964 (in coda al girone d'andata) per consentire una maggior preparazione alla Nazionale italiana impegnata nelle gare di qualificazione all'Europeo 1964.
Il calendario slittò in conseguenza di una settimana, occupando anche la data precedentemente libera del 2 febbraio 1964: le altre soste già individuate per gli azzurri interessarono il 13 ottobre, 10 novembre, 15 dicembre 1963, 12 aprile 1964 e 10 maggio 1964.
| andata (1ª) | andata (1ª) | 1ª giornata              | ritorno (18ª) | ritorno (18ª) |
|             |             |                          |               |               |
| 14 set.     | 3-0         | Atalanta-Catania         | 0-0           | 26 gen.       |
| 15 set.     | 1-3         | Bari-Roma                | 0-0           | 26 gen.       |
| 15 set.     | 1-1         | Bologna-Genoa            | 2-0           | 26 gen.       |
| 15 set.     | 2-1         | Inter-Modena             | 1-0           | 12 feb.       |
| 15 set.     | 3-1         | Juventus-SPAL            | 3-1           | 26 gen.       |
| 15 set.     | 1-1         | Lanerossi Vicenza-Torino | 0-0           | 26 gen.       |
| 15 set.     | 1-1         | Lazio-Fiorentina         | 0-1           | 26 gen.       |
| 15 set.     | 1-4         | Mantova-Milan            | 0-1           | 26 gen.       |
| 15 set.     | 3-1         | Sampdoria-Messina        | 3-4           | 26 gen.       |

| andata (2ª) | andata (2ª) | 2ª giornata             | ritorno (19ª) | ritorno (19ª) |
|             |             |                         |               |               |
| 22 set.     | 0-0         | Bari-Mantova            | 0-0           | 2 feb.        |
| 22 set.     | 4-0         | Fiorentina-Atalanta     | 7-1           | 2 feb.        |
| 22 set.     | 0-2         | Genoa-Catania           | 3-5           | 2 feb.        |
| 22 set.     | 1-0         | Lanerossi Vicenza-Inter | 0-0           | 2 feb.        |
| 22 set.     | 3-0         | Milan-Messina           | 2-1           | 2 feb.        |
| 22 set.     | 1-0         | Modena-Juventus         | 0-0           | 2 feb.        |
| 22 set.     | 6-1         | Roma-Sampdoria          | 2-0           | 2 feb.        |
| 22 set.     | 0-1         | SPAL-Lazio              | 0-0           | 2 feb.        |
| 22 set.     | 0-0         | Torino-Bologna          | 1-4           | 2 feb.        |

| andata (1ª) | andata (1ª) | 1ª giornata              | ritorno (18ª) | ritorno (18ª) |
|             |             |                          |               |               |
| 14 set.     | 3-0         | Atalanta-Catania         | 0-0           | 26 gen.       |
| 15 set.     | 1-3         | Bari-Roma                | 0-0           | 26 gen.       |
| 15 set.     | 1-1         | Bologna-Genoa            | 2-0           | 26 gen.       |
| 15 set.     | 2-1         | Inter-Modena             | 1-0           | 12 feb.       |
| 15 set.     | 3-1         | Juventus-SPAL            | 3-1           | 26 gen.       |
| 15 set.     | 1-1         | Lanerossi Vicenza-Torino | 0-0           | 26 gen.       |
| 15 set.     | 1-1         | Lazio-Fiorentina         | 0-1           | 26 gen.       |
| 15 set.     | 1-4         | Mantova-Milan            | 0-1           | 26 gen.       |
| 15 set.     | 3-1         | Sampdoria-Messina        | 3-4           | 26 gen.       |

| andata (2ª) | andata (2ª) | 2ª giornata             | ritorno (19ª) | ritorno (19ª) |
|             |             |                         |               |               |
| 22 set.     | 0-0         | Bari-Mantova            | 0-0           | 2 feb.        |
| 22 set.     | 4-0         | Fiorentina-Atalanta     | 7-1           | 2 feb.        |
| 22 set.     | 0-2         | Genoa-Catania           | 3-5           | 2 feb.        |
| 22 set.     | 1-0         | Lanerossi Vicenza-Inter | 0-0           | 2 feb.        |
| 22 set.     | 3-0         | Milan-Messina           | 2-1           | 2 feb.        |
| 22 set.     | 1-0         | Modena-Juventus         | 0-0           | 2 feb.        |
| 22 set.     | 6-1         | Roma-Sampdoria          | 2-0           | 2 feb.        |
| 22 set.     | 0-1         | SPAL-Lazio              | 0-0           | 2 feb.        |
| 22 set.     | 0-0         | Torino-Bologna          | 1-4           | 2 feb.        |

| andata (3ª) | andata (3ª) | 3ª giornata               | ritorno (20ª) | ritorno (20ª) |
|             |             |                           |               |               |
| 25 set.     | 2-0         | Bologna-Atalanta          | 1-1           | 9 feb.        |
| 25 set.     | 0-0         | Catania-SPAL              | 1-3           | 9 feb.        |
| 25 set.     | 3-0         | Fiorentina-Sampdoria      | 1-0           | 9 feb.        |
| 25 set.     | 3-0         | Genoa-Roma                | 0-1           | 9 feb.        |
| 13 nov.     | 3-1         | Inter-Torino              | 2-0           | 9 feb.        |
| 25 set.     | 4-0         | Juventus-Bari             | 1-1           | 9 feb.        |
| 25 set.     | 1-1         | Lazio-Milan               | 1-0           | 9 feb.        |
| 25 set.     | 3-0         | Mantova-Modena            | 1-1           | 9 feb.        |
| 25 set.     | 2-0         | Messina-Lanerossi Vicenza | 1-1           | 9 feb.        |

| andata (4ª) | andata (4ª) | 4ª giornata               | ritorno (21ª) | ritorno (21ª) |
|             |             |                           |               |               |
| 29 set.     | 1-0         | Atalanta-Roma             | 1-1           | 16 feb.       |
| 29 set.     | 0-0         | Bari-Modena               | 1-1           | 16 feb.       |
| 29 set.     | 2-0         | Bologna-Fiorentina        | 0-0           | 16 feb.       |
| 29 set.     | 0-1         | Catania-Lanerossi Vicenza | 1-1           | 16 feb.       |
| 29 set.     | 2-0         | Inter-Mantova             | 2-2           | 16 feb.       |
| 29 set.     | 1-0         | Lazio-Genoa               | 1-4           | 16 feb.       |
| 29 set.     | 0-0         | Messina-SPAL              | 1-1           | 16 feb.       |
| 29 set.     | 0-2         | Sampdoria-Juventus        | 0-1           | 16 feb.       |
| 29 set.     | 0-0         | Torino-Milan              | 1-1           | 16 feb.       |

| andata (3ª) | andata (3ª) | 3ª giornata               | ritorno (20ª) | ritorno (20ª) |
|             |             |                           |               |               |
| 25 set.     | 2-0         | Bologna-Atalanta          | 1-1           | 9 feb.        |
| 25 set.     | 0-0         | Catania-SPAL              | 1-3           | 9 feb.        |
| 25 set.     | 3-0         | Fiorentina-Sampdoria      | 1-0           | 9 feb.        |
| 25 set.     | 3-0         | Genoa-Roma                | 0-1           | 9 feb.        |
| 13 nov.     | 3-1         | Inter-Torino              | 2-0           | 9 feb.        |
| 25 set.     | 4-0         | Juventus-Bari             | 1-1           | 9 feb.        |
| 25 set.     | 1-1         | Lazio-Milan               | 1-0           | 9 feb.        |
| 25 set.     | 3-0         | Mantova-Modena            | 1-1           | 9 feb.        |
| 25 set.     | 2-0         | Messina-Lanerossi Vicenza | 1-1           | 9 feb.        |

| andata (4ª) | andata (4ª) | 4ª giornata               | ritorno (21ª) | ritorno (21ª) |
|             |             |                           |               |               |
| 29 set.     | 1-0         | Atalanta-Roma             | 1-1           | 16 feb.       |
| 29 set.     | 0-0         | Bari-Modena               | 1-1           | 16 feb.       |
| 29 set.     | 2-0         | Bologna-Fiorentina        | 0-0           | 16 feb.       |
| 29 set.     | 0-1         | Catania-Lanerossi Vicenza | 1-1           | 16 feb.       |
| 29 set.     | 2-0         | Inter-Mantova             | 2-2           | 16 feb.       |
| 29 set.     | 1-0         | Lazio-Genoa               | 1-4           | 16 feb.       |
| 29 set.     | 0-0         | Messina-SPAL              | 1-1           | 16 feb.       |
| 29 set.     | 0-2         | Sampdoria-Juventus        | 0-1           | 16 feb.       |
| 29 set.     | 0-0         | Torino-Milan              | 1-1           | 16 feb.       |

| andata (5ª) | andata (5ª) | 5ª giornata            | ritorno (22ª) | ritorno (22ª) |
|             |             |                        |               |               |
| 6 ott.      | 3-0         | Atalanta-Messina       | 1-1           | 23 feb.       |
| 6 ott.      | 1-1         | Juventus-Fiorentina    | 1-2           | 23 feb.       |
| 6 ott.      | 2-1         | Lanerossi Vicenza-Bari | 0-1           | 23 feb.       |
| 6 ott.      | 0-0         | Mantova-Torino         | 2-5           | 23 feb.       |
| 6 ott.      | 3-1         | Milan-Genoa            | 1-1           | 23 feb.       |
| 6 ott.      | 1-4         | Modena-Bologna         | 0-0           | 23 feb.       |
| 6 ott.      | 0-0         | Roma-Lazio             | 1-1           | 23 feb.       |
| 6 ott.      | 4-1         | Sampdoria-Catania      | 5-1           | 23 feb.       |
| 6 ott.      | 0-1         | SPAL-Inter             | 0-0           | 23 feb.       |

| andata (6ª) | andata (6ª) | 6ª giornata             | ritorno (23ª) | ritorno (23ª) |
|             |             |                         |               |               |
| 20 ott.     | 2-2         | Bologna-Milan           | 2-1           | 1º mar.       |
| 20 ott.     | 1-0         | Catania-Torino          | 0-0           | 1º mar.       |
| 20 ott.     | 1-0         | Fiorentina-SPAL         | 0-0           | 1º mar.       |
| 20 ott.     | 2-2         | Genoa-Modena            | 1-2           | 1º mar.       |
| 20 ott.     | 1-0         | Inter-Sampdoria         | 5-1           | 1º mar.       |
| 20 ott.     | 3-1         | Juventus-Roma           | 2-1           | 1º mar.       |
| 20 ott.     | 0-1         | Lazio-Lanerossi Vicenza | 0-1           | 1º mar.       |
| 20 ott.     | 1-1         | Mantova-Atalanta        | 0-0           | 1º mar.       |
| 20 ott.     | 1-1         | Messina-Bari            | 1-0           | 1º mar.       |

| andata (5ª) | andata (5ª) | 5ª giornata            | ritorno (22ª) | ritorno (22ª) |
|             |             |                        |               |               |
| 6 ott.      | 3-0         | Atalanta-Messina       | 1-1           | 23 feb.       |
| 6 ott.      | 1-1         | Juventus-Fiorentina    | 1-2           | 23 feb.       |
| 6 ott.      | 2-1         | Lanerossi Vicenza-Bari | 0-1           | 23 feb.       |
| 6 ott.      | 0-0         | Mantova-Torino         | 2-5           | 23 feb.       |
| 6 ott.      | 3-1         | Milan-Genoa            | 1-1           | 23 feb.       |
| 6 ott.      | 1-4         | Modena-Bologna         | 0-0           | 23 feb.       |
| 6 ott.      | 0-0         | Roma-Lazio             | 1-1           | 23 feb.       |
| 6 ott.      | 4-1         | Sampdoria-Catania      | 5-1           | 23 feb.       |
| 6 ott.      | 0-1         | SPAL-Inter             | 0-0           | 23 feb.       |

| andata (6ª) | andata (6ª) | 6ª giornata             | ritorno (23ª) | ritorno (23ª) |
|             |             |                         |               |               |
| 20 ott.     | 2-2         | Bologna-Milan           | 2-1           | 1º mar.       |
| 20 ott.     | 1-0         | Catania-Torino          | 0-0           | 1º mar.       |
| 20 ott.     | 1-0         | Fiorentina-SPAL         | 0-0           | 1º mar.       |
| 20 ott.     | 2-2         | Genoa-Modena            | 1-2           | 1º mar.       |
| 20 ott.     | 1-0         | Inter-Sampdoria         | 5-1           | 1º mar.       |
| 20 ott.     | 3-1         | Juventus-Roma           | 2-1           | 1º mar.       |
| 20 ott.     | 0-1         | Lazio-Lanerossi Vicenza | 0-1           | 1º mar.       |
| 20 ott.     | 1-1         | Mantova-Atalanta        | 0-0           | 1º mar.       |
| 20 ott.     | 1-1         | Messina-Bari            | 1-0           | 1º mar.       |

| andata (7ª) | andata (7ª) | 7ª giornata                  | ritorno (24ª) | ritorno (24ª) |
|             |             |                              |               |               |
| 23 ott.     | 3-0         | Atalanta-Juventus            | 0-0           | 8 mar.        |
| 23 ott.     | 1-1         | Bari-Inter                   | 0-3           | 8 mar.        |
| 23 ott.     | 1-0         | Lanerossi Vicenza-Fiorentina | 2-0           | 8 mar.        |
| 23 ott.     | 3-1         | Milan-Catania                | 1-0           | 8 mar.        |
| 23 ott.     | 2-1         | Modena-Lazio                 | 0-1           | 8 mar.        |
| 23 ott.     | 2-0         | Roma-Messina                 | 1-2           | 8 mar.        |
| 23 ott.     | 2-0         | Sampdoria-Bologna            | 0-1           | 8 mar.        |
| 10 nov.     | 5-2         | SPAL-Mantova                 | 0-2           | 8 mar.        |
| 23 ott.     | 2-1         | Torino-Genoa                 | 0-0           | 8 mar.        |

| andata (8ª) | andata (8ª) | 8ª giornata                | ritorno (25ª) | ritorno (25ª) |
|             |             |                            |               |               |
| 27 ott.     | 0-0         | Bari-Catania               | 0-1           | 15 mar.       |
| 27 ott.     | 2-1         | Genoa-Fiorentina           | 0-2           | 15 mar.       |
| 27 ott.     | 3-1         | Juventus-Torino            | 0-0           | 15 mar.       |
| 27 ott.     | 3-0         | Lanerossi Vicenza-Atalanta | 1-2           | 15 mar.       |
| 27 ott.     | 2-0         | Mantova-Sampdoria          | 1-1           | 15 mar.       |
| 27 ott.     | 0-2         | Messina-Lazio              | 0-0           | 15 mar.       |
| 27 ott.     | 3-0         | Milan-Modena               | 1-0           | 15 mar.       |
| 27 ott.     | 0-1         | Roma-Inter                 | 0-1           | 15 mar.       |
| 27 ott.     | 0-0         | SPAL-Bologna               | 1-2           | 14 apr.       |

| andata (7ª) | andata (7ª) | 7ª giornata                  | ritorno (24ª) | ritorno (24ª) |
|             |             |                              |               |               |
| 23 ott.     | 3-0         | Atalanta-Juventus            | 0-0           | 8 mar.        |
| 23 ott.     | 1-1         | Bari-Inter                   | 0-3           | 8 mar.        |
| 23 ott.     | 1-0         | Lanerossi Vicenza-Fiorentina | 2-0           | 8 mar.        |
| 23 ott.     | 3-1         | Milan-Catania                | 1-0           | 8 mar.        |
| 23 ott.     | 2-1         | Modena-Lazio                 | 0-1           | 8 mar.        |
| 23 ott.     | 2-0         | Roma-Messina                 | 1-2           | 8 mar.        |
| 23 ott.     | 2-0         | Sampdoria-Bologna            | 0-1           | 8 mar.        |
| 10 nov.     | 5-2         | SPAL-Mantova                 | 0-2           | 8 mar.        |
| 23 ott.     | 2-1         | Torino-Genoa                 | 0-0           | 8 mar.        |

| andata (8ª) | andata (8ª) | 8ª giornata                | ritorno (25ª) | ritorno (25ª) |
|             |             |                            |               |               |
| 27 ott.     | 0-0         | Bari-Catania               | 0-1           | 15 mar.       |
| 27 ott.     | 2-1         | Genoa-Fiorentina           | 0-2           | 15 mar.       |
| 27 ott.     | 3-1         | Juventus-Torino            | 0-0           | 15 mar.       |
| 27 ott.     | 3-0         | Lanerossi Vicenza-Atalanta | 1-2           | 15 mar.       |
| 27 ott.     | 2-0         | Mantova-Sampdoria          | 1-1           | 15 mar.       |
| 27 ott.     | 0-2         | Messina-Lazio              | 0-0           | 15 mar.       |
| 27 ott.     | 3-0         | Milan-Modena               | 1-0           | 15 mar.       |
| 27 ott.     | 0-1         | Roma-Inter                 | 0-1           | 15 mar.       |
| 27 ott.     | 0-0         | SPAL-Bologna               | 1-2           | 14 apr.       |

| andata (9ª) | andata (9ª) | 9ª giornata              | ritorno (26ª) | ritorno (26ª) |
|             |             |                          |               |               |
| 19 gen.     | 0-0         | Atalanta-SPAL            | 0-0           | 22 mar.       |
| 19 gen.     | 4-0         | Bologna-Roma             | 1-0           | 22 mar.       |
| 19 gen.     | 2-0         | Catania-Messina          | 0-0           | 22 mar.       |
| 19 gen.     | 0-1         | Fiorentina-Mantova       | 3-0           | 22 mar.       |
| 19 gen.     | 0-2         | Inter-Milan              | 1-1           | 22 mar.       |
| 19 gen.     | 0-2         | Lazio-Juventus           | 3-0           | 22 mar.       |
| 19 gen.     | 2-3         | Modena-Lanerossi Vicenza | 3-4           | 22 mar.       |
| 19 gen.     | 0-1         | Sampdoria-Genoa          | 1-0           | 22 mar.       |
| 19 gen.     | 1-2         | Torino-Bari              | 3-0           | 22 mar.       |

| andata (10ª) | andata (10ª) | 10ª giornata            | ritorno (27ª) | ritorno (27ª) |
|              |              |                         |               |               |
| 17 nov.      | 0-2          | Bari-Lazio              | 0-1           | 29 mar.       |
| 17 nov.      | 0-0          | Genoa-Atalanta          | 3-1           | 29 mar.       |
| 17 nov.      | 0-0          | Inter-Bologna           | 2-1           | 29 mar.       |
| 17 nov.      | 2-2          | Juventus-Mantova        | 1-1           | 29 mar.       |
| 18 dic.      | 0-1          | Lanerossi Vicenza-Milan | 1-2           | 29 mar.       |
| 17 nov.      | 0-3          | Messina-Fiorentina      | 1-0           | 29 mar.       |
| 17 nov.      | 0-0          | Modena-Catania          | 0-1           | 29 mar.       |
| 17 nov.      | 3-0          | Roma-Torino             | 2-2           | 29 mar.       |
| 17 nov.      | 3-1          | SPAL-Sampdoria          | 1-3           | 29 mar.       |

| andata (9ª) | andata (9ª) | 9ª giornata              | ritorno (26ª) | ritorno (26ª) |
|             |             |                          |               |               |
| 19 gen.     | 0-0         | Atalanta-SPAL            | 0-0           | 22 mar.       |
| 19 gen.     | 4-0         | Bologna-Roma             | 1-0           | 22 mar.       |
| 19 gen.     | 2-0         | Catania-Messina          | 0-0           | 22 mar.       |
| 19 gen.     | 0-1         | Fiorentina-Mantova       | 3-0           | 22 mar.       |
| 19 gen.     | 0-2         | Inter-Milan              | 1-1           | 22 mar.       |
| 19 gen.     | 0-2         | Lazio-Juventus           | 3-0           | 22 mar.       |
| 19 gen.     | 2-3         | Modena-Lanerossi Vicenza | 3-4           | 22 mar.       |
| 19 gen.     | 0-1         | Sampdoria-Genoa          | 1-0           | 22 mar.       |
| 19 gen.     | 1-2         | Torino-Bari              | 3-0           | 22 mar.       |

| andata (10ª) | andata (10ª) | 10ª giornata            | ritorno (27ª) | ritorno (27ª) |
|              |              |                         |               |               |
| 17 nov.      | 0-2          | Bari-Lazio              | 0-1           | 29 mar.       |
| 17 nov.      | 0-0          | Genoa-Atalanta          | 3-1           | 29 mar.       |
| 17 nov.      | 0-0          | Inter-Bologna           | 2-1           | 29 mar.       |
| 17 nov.      | 2-2          | Juventus-Mantova        | 1-1           | 29 mar.       |
| 18 dic.      | 0-1          | Lanerossi Vicenza-Milan | 1-2           | 29 mar.       |
| 17 nov.      | 0-3          | Messina-Fiorentina      | 1-0           | 29 mar.       |
| 17 nov.      | 0-0          | Modena-Catania          | 0-1           | 29 mar.       |
| 17 nov.      | 3-0          | Roma-Torino             | 2-2           | 29 mar.       |
| 17 nov.      | 3-1          | SPAL-Sampdoria          | 1-3           | 29 mar.       |

| andata (11ª) | andata (11ª) | 11ª giornata              | ritorno (28ª) | ritorno (28ª) |
|              |              |                           |               |               |
| 24 nov.      | 1-1          | Atalanta-Modena           | 0-1           | 5 apr.        |
| 24 nov.      | 3-0          | Bologna-Lanerossi Vicenza | 3-1           | 5 apr.        |
| 24 nov.      | 0-0          | Fiorentina-Roma           | 1-1           | 5 apr.        |
| 24 nov.      | 0-0          | Lazio-Catania             | 0-1           | 5 apr.        |
| 24 nov.      | 0-0          | Mantova-Genoa             | 0-1           | 5 apr.        |
| 24 nov.      | 0-1          | Messina-Inter             | 0-4           | 5 apr.        |
| 24 nov.      | 2-2          | Milan-Juventus            | 2-1           | 5 apr.        |
| 24 nov.      | 2-0          | Sampdoria-Bari            | 1-2           | 5 apr.        |
| 24 nov.      | 2-0          | Torino-SPAL               | 1-0           | 5 apr.        |

| andata (12ª) | andata (12ª) | 12ª giornata            | ritorno (29ª) | ritorno (29ª) |
|              |              |                         |               |               |
| 1º dic.      | 0-1          | Bari-Bologna            | 1-3           | 19 apr.       |
| 1º dic.      | 1-2          | Catania-Inter           | 1-4           | 19 apr.       |
| 1º dic.      | 1-1          | Fiorentina-Torino       | 3-0           | 19 apr.       |
| 1º dic.      | 0-0          | Genoa-Lanerossi Vicenza | 0-1           | 19 apr.       |
| 1º dic.      | 2-1          | Juventus-Messina        | 0-1           | 19 apr.       |
| 1º dic.      | 2-0          | Lazio-Mantova           | 0-0           | 19 apr.       |
| 1º dic.      | 2-0          | Milan-Atalanta          | 0-0           | 19 apr.       |
| 1º dic.      | 3-0          | Modena-Sampdoria        | 1-1           | 19 apr.       |
| 1º dic.      | 2-0          | SPAL-Roma               | 0-2           | 19 apr.       |

| andata (11ª) | andata (11ª) | 11ª giornata              | ritorno (28ª) | ritorno (28ª) |
|              |              |                           |               |               |
| 24 nov.      | 1-1          | Atalanta-Modena           | 0-1           | 5 apr.        |
| 24 nov.      | 3-0          | Bologna-Lanerossi Vicenza | 3-1           | 5 apr.        |
| 24 nov.      | 0-0          | Fiorentina-Roma           | 1-1           | 5 apr.        |
| 24 nov.      | 0-0          | Lazio-Catania             | 0-1           | 5 apr.        |
| 24 nov.      | 0-0          | Mantova-Genoa             | 0-1           | 5 apr.        |
| 24 nov.      | 0-1          | Messina-Inter             | 0-4           | 5 apr.        |
| 24 nov.      | 2-2          | Milan-Juventus            | 2-1           | 5 apr.        |
| 24 nov.      | 2-0          | Sampdoria-Bari            | 1-2           | 5 apr.        |
| 24 nov.      | 2-0          | Torino-SPAL               | 1-0           | 5 apr.        |

| andata (12ª) | andata (12ª) | 12ª giornata            | ritorno (29ª) | ritorno (29ª) |
|              |              |                         |               |               |
| 1º dic.      | 0-1          | Bari-Bologna            | 1-3           | 19 apr.       |
| 1º dic.      | 1-2          | Catania-Inter           | 1-4           | 19 apr.       |
| 1º dic.      | 1-1          | Fiorentina-Torino       | 3-0           | 19 apr.       |
| 1º dic.      | 0-0          | Genoa-Lanerossi Vicenza | 0-1           | 19 apr.       |
| 1º dic.      | 2-1          | Juventus-Messina        | 0-1           | 19 apr.       |
| 1º dic.      | 2-0          | Lazio-Mantova           | 0-0           | 19 apr.       |
| 1º dic.      | 2-0          | Milan-Atalanta          | 0-0           | 19 apr.       |
| 1º dic.      | 3-0          | Modena-Sampdoria        | 1-1           | 19 apr.       |
| 1º dic.      | 2-0          | SPAL-Roma               | 0-2           | 19 apr.       |

| andata (13ª) | andata (13ª) | 13ª giornata               | ritorno (30ª) | ritorno (30ª) |
|              |              |                            |               |               |
| 8 dic.       | 1-0          | Atalanta-Bari              | 0-4           | 26 apr.       |
| 8 dic.       | 1-3          | Catania-Bologna            | 0-1           | 26 apr.       |
| 8 dic.       | 1-1          | Inter-Fiorentina           | 3-1           | 25 apr.       |
| 8 dic.       | 0-1          | Lanerossi Vicenza-Juventus | 1-4           | 26 apr.       |
| 8 dic.       | 2-2          | Mantova-Messina            | 0-1           | 26 apr.       |
| 8 dic.       | 2-0          | Roma-Modena                | 3-3           | 26 apr.       |
| 8 dic.       | 1-2          | Sampdoria-Milan            | 1-0           | 26 apr.       |
| 8 dic.       | 0-0          | SPAL-Genoa                 | 0-1           | 26 apr.       |
| 8 dic.       | 2-0          | Torino-Lazio               | 0-0           | 26 apr.       |

| andata (14ª) | andata (14ª) | 14ª giornata                | ritorno (31ª) | ritorno (31ª) |
|              |              |                             |               |               |
| 22 dic.      | 2-1          | Bologna-Mantova             | 0-0           | 3 mag.        |
| 22 dic.      | 1-1          | Fiorentina-Catania          | 0-2           | 3 mag.        |
| 22 dic.      | 0-0          | Genoa-Bari                  | 2-0           | 3 mag.        |
| 22 dic.      | 4-1          | Juventus-Inter              | 0-1           | 3 mag.        |
| 22 dic.      | 1-3          | Lanerossi Vicenza-Sampdoria | 1-1           | 3 mag.        |
| 22 dic.      | 0-1          | Lazio-Atalanta              | 1-1           | 3 mag.        |
| 22 dic.      | 1-1          | Messina-Torino              | 0-1           | 3 mag.        |
| 22 dic.      | 2-1          | Milan-Roma                  | 3-2           | 3 mag.        |
| 22 dic.      | 4-3          | Modena-SPAL                 | 0-0           | 3 mag.        |

| andata (13ª) | andata (13ª) | 13ª giornata               | ritorno (30ª) | ritorno (30ª) |
|              |              |                            |               |               |
| 8 dic.       | 1-0          | Atalanta-Bari              | 0-4           | 26 apr.       |
| 8 dic.       | 1-3          | Catania-Bologna            | 0-1           | 26 apr.       |
| 8 dic.       | 1-1          | Inter-Fiorentina           | 3-1           | 25 apr.       |
| 8 dic.       | 0-1          | Lanerossi Vicenza-Juventus | 1-4           | 26 apr.       |
| 8 dic.       | 2-2          | Mantova-Messina            | 0-1           | 26 apr.       |
| 8 dic.       | 2-0          | Roma-Modena                | 3-3           | 26 apr.       |
| 8 dic.       | 1-2          | Sampdoria-Milan            | 1-0           | 26 apr.       |
| 8 dic.       | 0-0          | SPAL-Genoa                 | 0-1           | 26 apr.       |
| 8 dic.       | 2-0          | Torino-Lazio               | 0-0           | 26 apr.       |

| andata (14ª) | andata (14ª) | 14ª giornata                | ritorno (31ª) | ritorno (31ª) |
|              |              |                             |               |               |
| 22 dic.      | 2-1          | Bologna-Mantova             | 0-0           | 3 mag.        |
| 22 dic.      | 1-1          | Fiorentina-Catania          | 0-2           | 3 mag.        |
| 22 dic.      | 0-0          | Genoa-Bari                  | 2-0           | 3 mag.        |
| 22 dic.      | 4-1          | Juventus-Inter              | 0-1           | 3 mag.        |
| 22 dic.      | 1-3          | Lanerossi Vicenza-Sampdoria | 1-1           | 3 mag.        |
| 22 dic.      | 0-1          | Lazio-Atalanta              | 1-1           | 3 mag.        |
| 22 dic.      | 1-1          | Messina-Torino              | 0-1           | 3 mag.        |
| 22 dic.      | 2-1          | Milan-Roma                  | 3-2           | 3 mag.        |
| 22 dic.      | 4-3          | Modena-SPAL                 | 0-0           | 3 mag.        |

| andata (15ª) | andata (15ª) | 15ª giornata           | ritorno (32ª) | ritorno (32ª) |
|              |              |                        |               |               |
| 29 dic.      | 0-0          | Atalanta-Sampdoria     | 1-1           | 17 mag.       |
| 29 dic.      | 1-0          | Bari-SPAL              | 1-3           | 17 mag.       |
| 29 dic.      | 2-1          | Bologna-Juventus       | 0-0           | 17 mag.       |
| 29 dic.      | 2-1          | Fiorentina-Milan       | 1-2           | 17 mag.       |
| 29 dic.      | 3-0          | Genoa-Messina          | 0-1           | 17 mag.       |
| 8 gen.       | 1-0          | Inter-Lazio            | 0-0           | 17 mag.       |
| 8 gen.       | 1-0          | Mantova-Catania        | 0-0           | 17 mag.       |
| 29 dic.      | 1-1          | Roma-Lanerossi Vicenza | 1-2           | 17 mag.       |
| 29 dic.      | 0-0          | Torino-Modena          | 0-0           | 17 mag.       |

| andata (16ª) | andata (16ª) | 16ª giornata           | ritorno (33ª) | ritorno (33ª) |
|              |              |                        |               |               |
| 5 gen.       | 0-2          | Bari-Milan             | 0-2           | 24 mag.       |
| 5 gen.       | 2-0          | Catania-Juventus       | 2-4           | 24 mag.       |
| 29 gen.      | 1-0          | Inter-Genoa            | 2-0           | 23 mag.       |
| 5 gen.       | 0-2          | Messina-Bologna        | 0-2           | 24 mag.       |
| 5 gen.       | 0-1          | Modena-Fiorentina      | 0-0           | 24 mag.       |
| 5 gen.       | 2-1          | Roma-Mantova           | 0-1           | 24 mag.       |
| 5 gen.       | 1-0          | Sampdoria-Lazio        | 0-0           | 24 mag.       |
| 5 gen.       | 1-0          | SPAL-Lanerossi Vicenza | 0-1           | 24 mag.       |
| 5 gen.       | 3-0          | Torino-Atalanta        | 1-1           | 24 mag.       |

| andata (15ª) | andata (15ª) | 15ª giornata           | ritorno (32ª) | ritorno (32ª) |
|              |              |                        |               |               |
| 29 dic.      | 0-0          | Atalanta-Sampdoria     | 1-1           | 17 mag.       |
| 29 dic.      | 1-0          | Bari-SPAL              | 1-3           | 17 mag.       |
| 29 dic.      | 2-1          | Bologna-Juventus       | 0-0           | 17 mag.       |
| 29 dic.      | 2-1          | Fiorentina-Milan       | 1-2           | 17 mag.       |
| 29 dic.      | 3-0          | Genoa-Messina          | 0-1           | 17 mag.       |
| 8 gen.       | 1-0          | Inter-Lazio            | 0-0           | 17 mag.       |
| 8 gen.       | 1-0          | Mantova-Catania        | 0-0           | 17 mag.       |
| 29 dic.      | 1-1          | Roma-Lanerossi Vicenza | 1-2           | 17 mag.       |
| 29 dic.      | 0-0          | Torino-Modena          | 0-0           | 17 mag.       |

| andata (16ª) | andata (16ª) | 16ª giornata           | ritorno (33ª) | ritorno (33ª) |
|              |              |                        |               |               |
| 5 gen.       | 0-2          | Bari-Milan             | 0-2           | 24 mag.       |
| 5 gen.       | 2-0          | Catania-Juventus       | 2-4           | 24 mag.       |
| 29 gen.      | 1-0          | Inter-Genoa            | 2-0           | 23 mag.       |
| 5 gen.       | 0-2          | Messina-Bologna        | 0-2           | 24 mag.       |
| 5 gen.       | 0-1          | Modena-Fiorentina      | 0-0           | 24 mag.       |
| 5 gen.       | 2-1          | Roma-Mantova           | 0-1           | 24 mag.       |
| 5 gen.       | 1-0          | Sampdoria-Lazio        | 0-0           | 24 mag.       |
| 5 gen.       | 1-0          | SPAL-Lanerossi Vicenza | 0-1           | 24 mag.       |
| 5 gen.       | 3-0          | Torino-Atalanta        | 1-1           | 24 mag.       |

| \| andata (17ª) \| andata (17ª) \| 17ª giornata \| ritorno (34ª) \| ritorno (34ª) \| \| \| \| \| \| \| \| 12 gen. \| 1-3 \| Atalanta-Inter \| 1-2 \| 31 mag. \| \| 12 gen. \| 0-0 \| Catania-Roma \| 4-4 \| 31 mag. \| \| 12 gen. \| 1-0 \| Fiorentina-Bari \| 0-2 \| 31 mag. \| \| 12 gen. \| 0-0 \| Juventus-Genoa \| 1-3 \| 31 mag. \| \| 29 gen.[72] \| 1-1 \| Lanerossi Vicenza-Mantova \| 0-0 \| 31 mag. \| \| 12 gen. \| 1-2 \| Lazio-Bologna \| 0-1 \| 31 mag. \| \| 12 gen. \| 2-0 \| Messina-Modena \| 0-0 \| 31 mag. \| \| 12 gen. \| 1-1 \| Milan-SPAL \| 4-2 \| 31 mag. \| \| 12 gen. \| 0-0 \| Sampdoria-Torino \| 1-2 \| 31 mag. \| |              |                           |               |               |
| andata (17ª) | andata (17ª) | 17ª giornata              | ritorno (34ª) | ritorno (34ª) |
| |              |                           |               |               |
| 12 gen. | 1-3          | Atalanta-Inter            | 1-2           | 31 mag.       |
| 12 gen. | 0-0          | Catania-Roma              | 4-4           | 31 mag.       |
| 12 gen. | 1-0          | Fiorentina-Bari           | 0-2           | 31 mag.       |
| 12 gen. | 0-0          | Juventus-Genoa            | 1-3           | 31 mag.       |
| 29 gen. | 1-1          | Lanerossi Vicenza-Mantova | 0-0           | 31 mag.       |
| 12 gen. | 1-2          | Lazio-Bologna             | 0-1           | 31 mag.       |
| 12 gen. | 2-0          | Messina-Modena            | 0-0           | 31 mag.       |
| 12 gen. | 1-1          | Milan-SPAL                | 4-2           | 31 mag.       |
| 12 gen. | 0-0          | Sampdoria-Torino          | 1-2           | 31 mag.       |

| andata (17ª) | andata (17ª) | 17ª giornata              | ritorno (34ª) | ritorno (34ª) |
|              |              |                           |               |               |
| 12 gen.      | 1-3          | Atalanta-Inter            | 1-2           | 31 mag.       |
| 12 gen.      | 0-0          | Catania-Roma              | 4-4           | 31 mag.       |
| 12 gen.      | 1-0          | Fiorentina-Bari           | 0-2           | 31 mag.       |
| 12 gen.      | 0-0          | Juventus-Genoa            | 1-3           | 31 mag.       |
| 29 gen.      | 1-1          | Lanerossi Vicenza-Mantova | 0-0           | 31 mag.       |
| 12 gen.      | 1-2          | Lazio-Bologna             | 0-1           | 31 mag.       |
| 12 gen.      | 2-0          | Messina-Modena            | 0-0           | 31 mag.       |
| 12 gen.      | 1-1          | Milan-SPAL                | 4-2           | 31 mag.       |
| 12 gen.      | 0-0          | Sampdoria-Torino          | 1-2           | 31 mag.       |

## Spareggi

### Scudetto
|         | Risultati |       | Luogo e data        |
| ------- | --------- | ----- | ------------------- |
| Bologna | 2-0       | Inter | Roma, 7 giugno 1964 |
|         |           |       |                     |

### Salvezza
|        | Risultati |           | Luogo e data          |
| ------ | --------- | --------- | --------------------- |
| Modena | 0-2       | Sampdoria | Milano, 7 giugno 1964 |
|        |           |           |                       |

## Statistiche

### Squadre

#### Capoliste solitarie
|    | —— | —— | —— | —— | —— | —— | —— | —— | ——    | ——    | ——    | ——    | ——    | ——    | ——    | ——  | ——  | ——  | ——      | ——      | ——      | ——      | ——      | ——  | ——    | ——    | ——    | ——    | ——    | ——    | ——  | ——  | ——  | —— |  |
|    |    |    |    |    |    |    |    |    | Inter | Inter | Inter | Inter | Milan | Milan | Milan |     |     |     | Bologna | Bologna | Bologna | Bologna | Bologna |     | Inter | Inter | Inter | Inter | Inter | Inter |     |     |     |    |  |
|    |    |    |    |    |    |    |    |    |       |       |       |       |       |       |       |     |     |     |         |         |         |         |         |     |       |       |       |       |       |       |     |     |     |    |  |
|    |    |    |    |    |    |    |    |    |       |       |       |       |       |       |       |     |     |     |         |         |         |         |         |     |       |       |       |       |       |       |     |     |     |    |  |
| 1ª | 2ª | 3ª | 4ª | 5ª | 6ª | 7ª | 8ª | 9ª | 10ª   | 11ª   | 12ª   | 13ª   | 14ª   | 15ª   | 16ª   | 17ª | 18ª | 19ª | 20ª     | 21ª     | 22ª     | 23ª     | 24ª     | 25ª | 26ª   | 27ª   | 28ª   | 29ª   | 30ª   | 31ª   | 32ª | 33ª | 34ª |    |  |

#### Classifica in divenire
|                   | 1ª | 2ª | 3ª | 4ª | 5ª | 6ª | 7ª | 8ª | 9ª | 10ª | 11ª | 12ª | 13ª | 14ª | 15ª | 16ª | 17ª | 18ª | 19ª | 20ª | 21ª | 22ª | 23ª | 24ª | 25ª | 26ª | 27ª | 28ª | 29ª | 30ª | 31ª | 32ª | 33ª | 34ª |
|                   |    |    |    |    |    |    |    |    |    |     |     |     |     |     |     |     |     |     |     |     |     |     |     |     |     |     |     |     |     |     |     |     |     |     |
| ----------------- | -- | -- | -- | -- | -- | -- | -- | -- | -- | --- | --- | --- | --- | --- | --- | --- | --- | --- | --- | --- | --- | --- | --- | --- | --- | --- | --- | --- | --- | --- | --- | --- | --- | --- |
| Atalanta          | 2  | 2  | 2  | 4  | 6  | 7  | 9  | 9  | 10 | 11  | 11  | 13  | 15  | 16  | 16  | 16  | 17  | 18  | 18  | 19  | 20  | 21  | 22  | 23  | 25  | 26  | 26  | 26  | 27  | 27  | 28  | 29  | 30  | 30  |
| Bari              | 0  | 1  | 1  | 2  | 2  | 3  | 4  | 5  | 5  | 5   | 5   | 5   | 6   | 8   | 8   | 8   | 10  | 11  | 12  | 13  | 14  | 16  | 16  | 16  | 16  | 16  | 16  | 18  | 18  | 20  | 20  | 20  | 20  | 22  |
| Bologna           | 1  | 2  | 4  | 6  | 8  | 9  | 9  | 10 | 11 | 13  | 15  | 17  | 19  | 21  | 23  | 25  | 27  | 29  | 31  | 32  | 33  | 34  | 36  | 38  | 40  | 40  | 42  | 44  | 46  | 48  | 49  | 50  | 52  | 54  |
| Catania           | 0  | 2  | 3  | 3  | 3  | 5  | 5  | 6  | 7  | 8   | 8   | 8   | 9   | 11  | 11  | 12  | 14  | 15  | 17  | 17  | 18  | 18  | 19  | 19  | 21  | 22  | 24  | 26  | 26  | 26  | 28  | 29  | 29  | 30  |
| Fiorentina        | 1  | 3  | 5  | 5  | 6  | 8  | 8  | 8  | 10 | 11  | 12  | 13  | 14  | 16  | 18  | 20  | 20  | 22  | 24  | 26  | 27  | 29  | 30  | 30  | 32  | 34  | 34  | 35  | 37  | 37  | 37  | 37  | 38  | 38  |
| Genoa             | 1  | 1  | 3  | 3  | 3  | 4  | 4  | 6  | 7  | 8   | 9   | 10  | 11  | 13  | 14  | 16  | 16  | 16  | 16  | 16  | 18  | 19  | 19  | 20  | 20  | 20  | 22  | 24  | 24  | 26  | 28  | 28  | 28  | 30  |
| Inter             | 2  | 2  | 4  | 6  | 8  | 9  | 11 | 13 | 14 | 16  | 18  | 19  | 19  | 21  | 23  | 23  | 25  | 26  | 28  | 30  | 31  | 32  | 34  | 36  | 38  | 39  | 41  | 43  | 45  | 47  | 49  | 50  | 52  | 54  |
| Juventus          | 2  | 2  | 4  | 6  | 7  | 9  | 9  | 11 | 12 | 13  | 15  | 17  | 19  | 19  | 19  | 20  | 22  | 24  | 25  | 26  | 28  | 28  | 30  | 31  | 32  | 32  | 33  | 33  | 33  | 35  | 35  | 36  | 38  | 38  |
| Lanerossi Vicenza | 1  | 3  | 3  | 5  | 7  | 9  | 11 | 13 | 13 | 13  | 14  | 14  | 14  | 15  | 15  | 17  | 18  | 19  | 20  | 21  | 22  | 22  | 24  | 26  | 26  | 28  | 28  | 28  | 30  | 30  | 31  | 33  | 35  | 36  |
| Lazio             | 1  | 3  | 4  | 6  | 7  | 7  | 7  | 9  | 11 | 12  | 14  | 14  | 14  | 14  | 14  | 14  | 14  | 14  | 15  | 17  | 17  | 18  | 18  | 20  | 21  | 23  | 25  | 25  | 26  | 27  | 28  | 29  | 30  | 30  |
| Mantova           | 0  | 1  | 3  | 3  | 4  | 5  | 7  | 7  | 8  | 9   | 9   | 10  | 10  | 10  | 12  | 14  | 14  | 15  | 16  | 17  | 18  | 18  | 19  | 21  | 22  | 23  | 23  | 23  | 25  | 25  | 26  | 27  | 27  | 29  |
| Messina           | 0  | 0  | 2  | 3  | 3  | 4  | 4  | 4  | 4  | 4   | 4   | 5   | 6   | 6   | 6   | 8   | 8   | 10  | 10  | 11  | 12  | 13  | 15  | 17  | 18  | 19  | 21  | 21  | 23  | 25  | 25  | 27  | 27  | 28  |
| Milan             | 2  | 4  | 5  | 6  | 8  | 9  | 11 | 13 | 14 | 16  | 18  | 20  | 22  | 22  | 24  | 25  | 27  | 29  | 31  | 31  | 32  | 33  | 33  | 35  | 37  | 38  | 40  | 42  | 43  | 43  | 45  | 47  | 49  | 51  |
| Modena            | 0  | 2  | 2  | 3  | 3  | 4  | 6  | 6  | 7  | 8   | 10  | 10  | 12  | 13  | 13  | 13  | 13  | 14  | 15  | 15  | 16  | 17  | 19  | 19  | 19  | 19  | 19  | 21  | 22  | 23  | 24  | 25  | 26  | 27  |
| Roma              | 2  | 4  | 4  | 4  | 5  | 5  | 7  | 7  | 9  | 10  | 10  | 12  | 12  | 13  | 15  | 16  | 16  | 17  | 19  | 21  | 22  | 23  | 23  | 23  | 23  | 23  | 24  | 25  | 27  | 28  | 28  | 28  | 28  | 29  |
| Sampdoria         | 2  | 2  | 2  | 2  | 4  | 4  | 6  | 6  | 6  | 8   | 8   | 8   | 10  | 11  | 13  | 14  | 14  | 14  | 14  | 14  | 14  | 16  | 16  | 16  | 17  | 19  | 21  | 21  | 22  | 24  | 25  | 26  | 27  | 27  |
| Spal              | 0  | 0  | 1  | 2  | 2  | 2  | 3  | 5  | 7  | 7   | 9   | 10  | 10  | 10  | 12  | 13  | 14  | 14  | 15  | 17  | 18  | 19  | 20  | 20  | 21  | 21  | 21  | 21  | 21  | 21  | 22  | 24  | 24  | 24  |
| Torino            | 1  | 2  | 3  | 4  | 4  | 6  | 6  | 6  | 6  | 8   | 9   | 11  | 12  | 13  | 15  | 16  | 16  | 17  | 17  | 17  | 18  | 20  | 21  | 22  | 23  | 25  | 26  | 28  | 28  | 29  | 31  | 32  | 33  | 35  |

Note:
Alcune partite si sono disputate in date diverse da quelle previste per le relative giornate di campionato, pertanto la tabella potrebbe non rispecchiare il reale andamento delle squadre nel periodo corrispondente:
- La 9ª giornata è stata effettivamente giocata tra la 17ª e la 18ª giornata.
- Inter-Torino della 3ª giornata è stata effettivamente giocata tra la 8ª e la 10ª giornata.
- Spal-Mantova della 7ª giornata è stata effettivamente giocata tra la 8ª e la 10ª giornata.
- Lanerossi Vicenza-Milan della 10ª giornata è stata effettivamente giocata tra la 13ª e la 14ª giornata.
- Inter-Lazio della 15ª giornata è stata effettivamente giocata tra la 16ª e la 17ª giornata.
- Mantova-Catania della 15ª giornata è stata effettivamente giocata tra la 16ª e la 17ª giornata.
- Inter-Genoa della 16ª giornata è stata effettivamente giocata tra la 18ª e la 19ª giornata.
- Lanerossi Vicenza-Mantova della 17ª giornata è stata effettivamente giocata tra la 18ª e la 19ª giornata.
- Modena-Inter della 18ª giornata è stata effettivamente giocata tra la 20ª e la 21ª giornata.
- Bologna-Spal della 25ª giornata è stata effettivamente giocata tra la 28ª e la 29ª giornata.
- Il Bologna ha scontato un punto di penalizzazione tra la 26ª e la 31ª giornata.

#### Classifiche di rendimento

##### Rendimento andata-ritorno
| Andata            | Andata | Ritorno           | Ritorno |
|                   |        |                   |         |
| Bologna           | 27     | Inter             | 29      |
| Milan             | 27     | Bologna           | 27      |
| Inter             | 25     | Milan             | 24      |
| Juventus          | 22     | Messina           | 20      |
| Fiorentina        | 20     | Torino            | 19      |
| Lanerossi Vicenza | 18     | Fiorentina        | 18      |
| Atalanta          | 17     | Lanerossi Vicenza | 18      |
| Genoa             | 16     | Catania           | 16      |
| Roma              | 16     | Juventus          | 16      |
| Torino            | 16     | Lazio             | 16      |
| Mantova           | 15     | Genoa             | 14      |
| Catania           | 14     | Mantova           | 14      |
| Lazio             | 14     | Modena            | 14      |
| Sampdoria         | 14     | Atalanta          | 13      |
| Spal              | 14     | Roma              | 13      |
| Modena            | 13     | Sampdoria         | 13      |
| Bari              | 10     | Bari              | 12      |
| Messina           | 8      | Spal              | 10      |

##### Rendimento casa-trasferta
| Casa              | Casa | Trasferta         | Trasferta |
|                   |      |                   |           |
| Bologna           | 29   | Milan             | 27        |
| Inter             | 28   | Inter             | 26        |
| Juventus          | 24   | Bologna           | 25        |
| Milan             | 24   | Fiorentina        | 17        |
| Lanerossi Vicenza | 22   | Juventus          | 14        |
| Fiorentina        | 21   | Lanerossi Vicenza | 14        |
| Torino            | 21   | Torino            | 14        |
| Atalanta          | 20   | Lazio             | 13        |
| Catania           | 20   | Atalanta          | 10        |
| Genoa             | 20   | Catania           | 10        |
| Mantova           | 20   | Genoa             | 10        |
| Roma              | 20   | Sampdoria         | 10        |
| Messina           | 19   | Mantova           | 9         |
| Modena            | 18   | Messina           | 9         |
| Spal              | 18   | Modena            | 9         |
| Lazio             | 17   | Roma              | 9         |
| Sampdoria         | 17   | Bari              | 7         |
| Bari              | 15   | Spal              | 6         |

#### Primati stagionali
- Maggior numero di partite vinte: 23 (Inter)
- Minor numero di partite perse: 2 (Bologna)
- Massimo dei pareggi: 17 (Mantova, Torino)
- Minor numero di partite vinte: 6 (Bari, Mantova, Modena, Spal)
- Maggior numero di partite perse: 18 (Bari)
- Minimo dei pareggi: 7 (Sampdoria)
- Miglior attacco: 58 (Milan)
- Miglior difesa: 18 (Bologna)
- Miglior differenza reti: 36 (Bologna)
- Peggior attacco: 20 (Bari)
- Peggior difesa: 50 (Sampdoria)
- Peggior differenza reti: −23 (Bari)
- Partita con più reti segnate: Atalanta-Fiorentina 1-7, Roma-Catania 4-4 (8)
- Partita con maggiore scarto di reti: Atalanta-Fiorentina 1-7 (6)

### Individuali

#### Classifica marcatori
Da segnalare la cinquina messa a segno da Kurt Hamrin in Atalanta-Fiorentina 1-7 della 19ª giornata. Silvano Mencacci fu invece l'autore di una quadripletta in SPAL-Mantova 5-2 della 7ª giornata.
| Gol | Rigori |  | Giocatore        | Squadra           |
| --- | ------ |  | ---------------- | ----------------- |
| 21  |        |  | Harald Nielsen   | Bologna           |
| 19  | 2      |  | Kurt Hamrin      | Fiorentina        |
| 18  | 5      |  | Luís Vinício     | Lanerossi Vicenza |
| 14  |        |  | Amarildo         | Milan             |
| 13  |        |  | José Altafini    | Milan             |
| 13  |        |  | Paolo Barison    | Sampdoria         |
| 13  | 3      |  | Omar Sívori      | Juventus          |
| 12  |        |  | Jair da Costa    | Inter             |
| 11  | 2      |  | Nené             | Juventus          |
| 10  |        |  | Sergio Brighenti | Modena            |

### Media spettatori
Media spettatori della Serie A 1963-64: 21 721
| Club       | Pos. | Media  |
| ---------- | ---- | ------ |
| Inter      | 1    | 42 421 |
| Milan      | 2    | 37 748 |
| Roma       | 3    | 31 425 |
| Bologna    | 4    | 30 808 |
| Juventus   | 5    | 26 768 |
| Lazio      | 6    | 25 467 |
| Fiorentina | 7    | 24 889 |
| Torino     | 8    | 21 562 |
| Genoa      | 9    | 19 830 |
| Bari       | 10   | 19 601 |
| Modena     | 11   | 16 997 |
| Atalanta   | 12   | 16 718 |
| Mantova    | 13   | 15 176 |
| Sampdoria  | 14   | 15 017 |
| Catania    | 15   | 13 469 |
| Messina    | 16   | 13 096 |
| SPAL       | 17   | 10 318 |
| Vicenza    | 18   | 9 661  |